# Nanophyllium
Nanophyllium is een geslacht van Phasmatodea uit de familie Phylliidae. De wetenschappelijke naam van dit geslacht is voor het eerst geldig gepubliceerd in 1906 door Redtenbacher.

## Soorten
Het geslacht Nanophyllium omvat de volgende soorten:
- Nanophyllium adisi Zompro & Groesser, 2003
- Nanophyllium hasenpuschi Brock & Groesser, 2008
- Nanophyllium pygmaeum Redtenbacher, 1906
- Nanophyllium rentzi Brock & Groesser, 2008